# Marco Vinicio (console 30)
Marco Vinicio (in latino Marcus Vinicius; fl. 30-45) è stato un politico romano di età giulio-claudia.

## Biografia
Vinicio discendeva da una famiglia di equites; suo padre, Publio, e suo nonno, Marco, erano stati anch'essi consoli, rispettivamente nel 2 e nel 19 a.C. Era mite in carattere e un ottimo oratore.
Nel 33 sposò Giulia Livilla, sorella di Caligola e figlia di Germanico. Nel 30 diventò console e nel 37 fu nominato commissario da Tiberio. Tra il 38 e il 39 servì come proconsole della provincia d'Asia e nel 45 fu console per la seconda volta.
Nel 41 il potente senatore Lucio Annio Viniciano, di cui era amico e parente, lo indicò come possibile successore di Caligola - che era stato appena assassinato - come imperatore di Roma; Vinicio, tuttavia, non ebbe l'appoggio dei pretoriani e non riuscì a salire sul trono.
Lo storico Velleio Patercolo gli dedicò la propria opera, gli Historiae Romanae ad M. Vinicium consulem libri duo.